# Rawaki
Rawaki est un atoll des îles Phœnix, appartenant à la république des Kiribati.
Son nom en gilbertin désigne également l'ensemble de l'archipel des Phœnix.
Des centaines de milliers d'oiseaux pondent sur l'atoll.